# The Simple Love
The Simple Love est un film muet américain réalisé par Allan Dwan et sorti en 1912.

## Fiche technique
- Réalisation : Allan Dwan
- Date de sortie : États-Unis : 13 juin 1912

## Distribution
- J. Warren Kerrigan : le prospecteur
- Jessalyn Van Trump
- Jack Richardson